# Pla d'Anyella
El pla d'Anyella és una plana que es troba a 1.840 msnm, a cavall entre la vall d'Alp (Cerdanya) i la vall de Ribes (Ripollès), situat majoritàriament dins el municipi de Toses.
Durant els mesos d'estiu és un lloc de trobada de ramats d'ovelles de les terres baixes del Ripollès, del Lluçanès, d'Osona i del Berguedà.
El 18 i 19 de juliol de l'any 1923, Salvador Vilarrasa, Tomàs Raguer i Josep Ribot van fer-hi una estada amb els pastors del Pla d'Anyella. Aplegaren un magnífic recull de dibuixos, fotografies, històries i objectes que va servir per a la creació de la sala dedicada al costumari dels pastors del Museu Etnogràfic de Ripoll, inaugurat l'any 1929.
El Clot de l'Hospital, la zona més obaga del Pla d'Anyella, acull cada any una trobada de constructors d'iglús.
Hi passa la BV-4031, que uneix Castellar de N'Hug i la Molina a través del coll de la Creueta.